# Mario Manzoni
Mario Manzoni (* 14. Juli 1969 in Almenno San Bartolomeo, Lombardei) ist ein ehemaliger italienischer Radrennfahrer und späterer Sportlicher Leiter.
Manzoni wurde 1991 Profi beim Radsportteam Gatorade-Chateau d’Ax. Zu seinen wichtigsten Erfolgen als Aktiver gehören die Etappensiege beim Giro d’Italia 1997, bei Tirreno-Adriatico 1994 und bei der Tour de Romandie 1996. Im Anschluss an seine aktive Karriere zum Ende der Saison 2004 begann Manzoni eine Tätigkeit als Sportlicher Leiter, zunächst bei Androni Giocattoli.

## Erfolge
1988
- Piccolo Giro di Lombardia

1992
- Trofeo Masferrer

1994
- eine Etappe Tirreno–Adriatico

1996
- eine Etappe Tour de Romandie

1997
- eine Etappe Giro d’Italia

1998
- eine Etappe Giro del Trentino

## Grand-Tour-Platzierungen
| Grand Tour            | 1991 | 1992 | 1993 | 1994 | 1995 | 1996 | 1997 | 1998 | 1999 | 2000 | 2001 | 2002 | 2003 | 2004 |
| --------------------- | ---- | ---- | ---- | ---- | ---- | ---- | ---- | ---- | ---- | ---- | ---- | ---- | ---- | ---- |
| Giro d’ItaliaGiro     | –    | –    | 121  | –    | 198  | 86   | DNF  | –    | –    | 86   | 116  | 136  | 80   | 135  |
| Tour de FranceTour    | –    | –    | –    | –    | DNF  | –    | –    | –    | –    | –    | –    | –    | –    | –    |
| Vuelta a EspañaVuelta | DNF  | –    | –    | –    | –    | –    | –    | –    | –    | –    | –    | –    | –    | –    |